# Matelea quinquedentata
Matelea quinquedentata är en oleanderväxtart som först beskrevs av Fourn., och fick sitt nu gällande namn av G. Morillo. Matelea quinquedentata ingår i släktet Matelea och familjen oleanderväxter. Inga underarter finns listade i Catalogue of Life.